# Valerij Tihonenko
Valerij Tihonenko (rus. Валерий Алексеевич Тихоненко) (1964.) je bivši ruski košarkaš. Bio je sovjetski i ruski reprezentativac. Igrao je na mjestu krila. Visine je 206 cm. Igrao je u Euroligi sezone 1998./99. za ruski klub CSKA iz Moskve.
Bio je izbornik ruskih reprezentativki s kojima je na europskom prvenstvu 2009. u Latviji osvojio srebro.